# Пентод

Условное графическое обозначение пентода косвенного накала. Сверху вниз:
анод,
антидинатронная сетка,
экранирующая сетка,
управляющая сетка,
катод и
подогреватель катода (два вывода).

Пенто́д (от др.-греч. πέντε пять, по числу электродов) — вакуумная электронная лампа с экранирующей сеткой, в которой между экранирующей сеткой и анодом размещена третья сетка, называемая защитной или антидинатронной, подавляющая динатронный эффект. Как правило, в пентодах прямого накала третья сетка соединяется со средней точкой катода, в лампах косвенного накала — с любой точкой катода. В большинстве пентодов третья сетка и катод электрически соединены внутри баллона лампы, поэтому у них всего четыре вывода электродов. Ранее в литературе пентодами в строгом смысле именовались именно такие, четырёхвыводные лампы, а пентоды с отдельным выводом третьей сетки именовались «трёхсеточными лампами». По конструкции и назначению пентоды делятся на четыре основных типа: маломощные усилители высоких частот, выходные пентоды для видеоусилителей, выходные пентоды усилителей низких частот и мощные генераторные пентоды.
Экранированные лампы, — тетрод и пентод, — ввиду меньшей проходной емкости превосходят триод по коэффициенту усиления на высоких частотах из-за эффективного подавления эффекта Миллера. Верхняя рабочая частота пентодного усилителя может достигать 1 ГГц.
Пентод выгодно отличается от тетрода отсутствием ниспадающего участка на вольт-амперной характеристике, устойчивостью к самовозбуждению и меньшими нелинейными искажениями.
Пентодам свойственно высокое внутренне выходное сопротивление — в бо́льшей части рабочих анодных напряжений пентоды эквивалентны управляемым источникам тока. Коэффициент полезного действия усилителя мощности на пентодах (около 35 %) существенно выше, чем у усилителя на триодах (15—25 %), но несколько ниже, чем у усилителя на лучевых тетродах.
Недостатки пентодов (и вообще всех экранированных ламп) — более высокие, чем у триода, нелинейные искажения, в которых преобладают нечетные гармоники, существенная зависимость коэффициента усиления от сопротивления нагрузки, бо́льший уровень собственных шумов.

## История изобретения
В 1906—1908 годах Ли де Форест изобрёл первую усилительную лампу — триод. Ошибочно полагая, что проводимость триода обусловлена ионным током газового разряда, изобретатель не пытался создать в баллоне своей лампы глубокий вакуум. Напротив, обнаружив, что его ртутный вакуумный насос загрязняет баллон парами ртути, Де Форест переключился на эксперименты с ртутными лампами.
Австриец Роберт фон Либен разработал свою конструкцию триода с наполнением парами ртути с оксидным катодом, и в 1913 году довёл мощность своего триодного радиопередатчика до 12 Вт на волне 600 м. В том же 1913 году патент де Фореста приобрела корпорация AT&T. Работавший в ней Харолд Арнолд понял, что для стабильной работы «повторителя» де Фореста необходим высокий вакуум, и в течение года довёл до серийного производства первый практический вакуумный триод — как его назвали — повторитель для телефонных линий. Чайлд (1911), Ленгмюр (1913) и Шоттки (1914) разработали модель пространственного заряда в электронных лампах — математический аппарат, описывающий свойства вакуумных ламп. Из теории следовал подтверждаемый практикой вывод о том, что предельная частота усиления {\displaystyle f_{\text{пр}}} триодного усилителя ограничена влиянием его проходной ёмкости (ёмкости анод — управляющая сетка) {\displaystyle C_{ac}}:
{\displaystyle f_{\text{пр}}\approx S/C_{ac},}
где {\displaystyle S} — крутизна сеточно-анодной характеристики.
Триод оказался пригоден только для работы на звуковых частотах, длинных и средних радиоволнах. Для освоения коротковолнового диапазона было необходимо радикально снизить проходную ёмкость лампы. В 1926 году Альберт Халл решил эту проблему введя между управляющей сеткой и анодом триода дополнительную экранирующую сетку. Генри Раунд, работавший в Marconi, первым довёл идею Халла до серийного выпуска электронных ламп с экранной сеткой и в 1927 году на рынке появились радиочастотные тетроды с проходной ёмкостью не более 0,025 пФ.

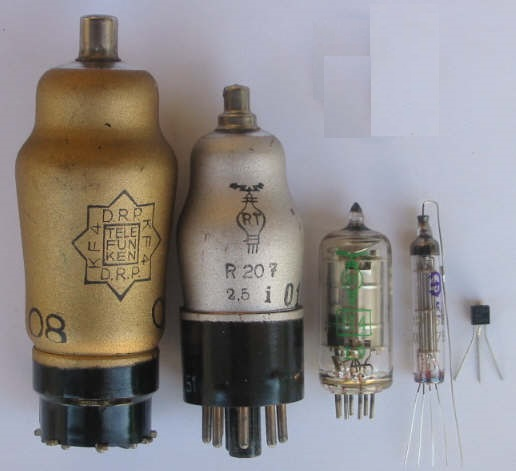
Миниатюризация пентодов. Слева направо:
- KF4 (Германия, 1935)
- R207 (США, 1935)
- 1T4 (США, 1939)
- 1Ж18Б (СССР, 1950-е — стержневая лампа, не имеющая аналогов на Западе)
- Справа, для наглядности — транзистор в корпусе TO92.

Независимо от Халла и Раунда над многоэлектродными лампами работала группа физической лаборатории Philips под началом Жиля Хольста. В отличие от американцев, голландцев интересовали не радиочастоты, а качественное воспроизведение звуковых частот и улучшение экономичности ламп. Тетрод, от природы нелинейный из-за принципиально неустранимого динатронного эффекта, был мало пригоден для этой цели. Для того, чтобы подавить динатронный эффект, Бернард Теллеген предложил разместить между экранирующей сеткой и анодом третью сетку, электрически соединённую с катодом. Эта сетка выполнялась относительно редкой и практически не влияла на первичный поток электронов от катода к аноду, но эффективно блокировала ток вторичных электронов от анода к экранирующей сетке вызывающих динатронный эффект. Раунд пришёл к той же идее в том же 1926 году, но первенство предложения уже принадлежало Теллегену, а патент на изобретение — Philips.
Philips лицензировал производство пентодов по всему миру и вступил в стратегическое партнёрство с Bell Labs. В 1931 году серийный выпуск низкочастотных пентодов начали RCA в США и KO Vacuum Tube в Японии. В 1932 году RCA выпустила первые радиочастотные пентоды тип 57 и тип 58. Уже в начале 1932 в США массово публиковались любительские конструкции на пентодах. Фирма EMI (Великобритания) не пожелала покупать патент Теллегена, считавшийся одной из самых ценных разработок Philips, и взамен создала альтернативу пентоду — лучевой тетрод. Развитие мощных ламп разделилось на две ветви — лучевой тетрод в США и Великобритании, пентод в континентальной Европе.
Схожесть электрических свойств лучевых тетродов и мощных усилительных пентодов привела к смешению этих терминов в литературе. Одна и та же лампа может именоваться и лучевым тетродом, и пентодом — несмотря на принципиальные разницы во внутреннем устройстве этих типов ламп. Так, в справочнике Кацнельсона и Ларионова 1968 года лучевой тетрод 6П1П назван пентодом, при том, что на прилагаемом рисунке показываются несвойственные пентоду лучеобразующие пластины. В справочнике Госэнергоиздата 1955 года 6П1П названа лучевым тетродом. Та же путаница терминов происходила и в англоязычной литературе: комбинированная лампа PCL82 (советский аналог — 6Ф3П) в технической документации Thorn-EMI классифицируется как «триод — лучевой тетрод», в документации Mullard как «триод — пентод».
Пик нововведений в электровакуумной технике пришёлся на 1934 год — в этом году производители выбросили на рынок максимальное количество новых разработок, в том числе первые радиочастотные пентоды-жёлуди тип 954 и тип 956. Наметился переход в стационарной аппаратуре напряжений накала с 2,5 В и 4 В на напряжение 6,3 В. Продолжилось развитие и многоэлектродных и комбинированных ламп — RCA выпустила на рынок гептод (пентагрид), Telefunken выпустил октод и триод-гексод.
В послевоенные годы пентоды развивались эволюционно. В 1950—1952 начался переход от октальных ламп к миниатюрным «пальчиковым» лампам с девятью штырьками. В 1953 они стали стандартом НАТО, к 1958 году практически вся вся номенклатура массовых приёмно-усилительных ламп была выпущена в новом конструктиве, к 1960 доля ламп в металлическом корпусе с октальным цоколем в СССР снизилась до 20 % от общего выпуска. Новые разработки оптимизировались для достижения максимального КПД, иногда в ущерб линейности (пример — EL84, проигрывавший в линейности своим предшественникам).
Последнее поколение радиоламп, до практически полного вытеснения их полупроводниковыми приборами, сверхминиатюрные лампы в металлокерамическом корпусе нувисторы, было выпущено RCA в 1960 году,
но не нашло массового применения за пределами ВПК. В американской нувисторной серии пентоды не производились, а в СССР был выпущен пентод-нувистор 6Ж54Н. Был разработан в СССР и свой, уникальный класс ламп — сверхминиатюрные стержневые лампы конструкции В. Н. Авдеева, в которых вместо традиционных витых сеток использовались жёсткие стержни, ориентированные параллельно катодам.

## Области применения
В зависимости от выполняемых функций, пентоды широкого применения можно разделить на четыре типа, а внутри самого многочисленного типа (высокочастотные маломощные пентоды) выделить особые подтипы по функциям. Каждая сфера применения ставила перед конструкторами особые приоритеты, и для их реализации каждый тип пентодов обрёл свои конструктивные особенности.
| N  | Тип | Применение | Критерий разработки | Особенности конструкции | Примеры            |
| -- | --- | --- | --- | --- | ------------------ |
| 1А | Маломощные высокочастотные, узкополосные пентоды                                                                                     | Усиление напряжения в резонансных каскадах с узкой полосой пропускания, например, каскады ПЧ супергетеродинов  | Минимально возможная проходная ёмкость при (желательно) высокой крутизне характеристики (от 2 до 10 мА/В)                                                               | Густая экранирующая сетка. Тщательная экранировка выводов (уменьшение межэлектродных ёмкостей). Подавление краевого поля анода | 6Ж1П (фото), 6Ж45Б |
| 1Б | Маломощные высокочастотные, широкополосные пентоды                                                                                   | Усиление напряжения в низкодобротных каскадах с широкой полосой пропускания (телевидение, радиорелейная связь) | Максимально высокая крутизна характеристики (от 10 до 30 мА/В) | Минимально возможное расстояния от катода до первой сетки, густая навивка первой сетки (6Ж9П — шаг намотки 17 витков/мм) на рамочном каркасе, золочение первой сетки. Пониженная рабочая температура катода, особые гладкие покрытия катода. Как следствие — наибольшая стоимость среди всех типов пентодов | 6Ж9П, 6Ж11П        |
| 1В | Маломощные высокочастотные пентоды переменной кривизны (вари-мю, пентоды с удлинённой характеристикой, пентоды с удалённой отсечкой) | Схемы автоматического регулирования усиления                                                                   | Нелинейная крутизна анодно-сеточной характеристики (АСХ растянута в область отрицательных напряжений). Умеренные требования к полосе пропускания.                       | Переменный шаг витков первой сетки. Как следствие — повышенные нелинейные искажения. | 6К4П, 6К13П        |
| 1Г | Маломощные пентоды с двойным управлением                                                                                             | Преобразователи частоты, смесители сигналов                                                                    | Эффективное управление током анода по третьей сетке | Умеренно густая навивка третьей сетки, отдельный вывод третьей сетки | 6Ж46Б              |
| 2  | Видеочастотные пентоды | Усиление напряжения и мощности видеосигнала (от десятков Гц до нескольких МГц) при работе на активную нагрузку | Максимальный размах выходного напряжения при заданном режиме питания. Высокая крутизна характеристика при относительно высоких (десятки мА) рабочих токах               | Аналогично широкополосным ВЧ пентодам, с поправкой на бо́льшую рассеиваемую мощность | 6П15П              |
| 3  | Выходные низкочастотные (звуковые) пентоды                                                                                           | Выходные каскады усилителей звуковых частот, работающие без сеточных токов                                     | Малые нелинейные искажения при большой выходной мощности, сдвиг анодно-сеточной характеристики влево, оптимизация работы при больших напряжениях на экранирующей сетке. | Редкая навивка управляющей сетки, ещё менее плотная навивка второй и третьей сетки. Мощные катод, анод и несущая внутриламповая арматура Как следствие, относительно низкое выходное сопротивление и плавная, широкая зона перехода из режима возврата в режим перехвата.                                   | 6П33П EL84 (6П14П) |
| 4  | Мощные высокочастотные (генераторные) пентоды                                                                                        | Генераторные лампы мощных радиопередатчиков (до нескольких сотен кВт)                                          | Максимальный КПД генератора при стабильном тепловом режиме | Эффективный теплоотвод, в особенности — с сеток. При работе однополосной модуляцией — малые искажения сигнала. | ГУ-81 (фото)       |

## Электрические параметры

### Распределение токов

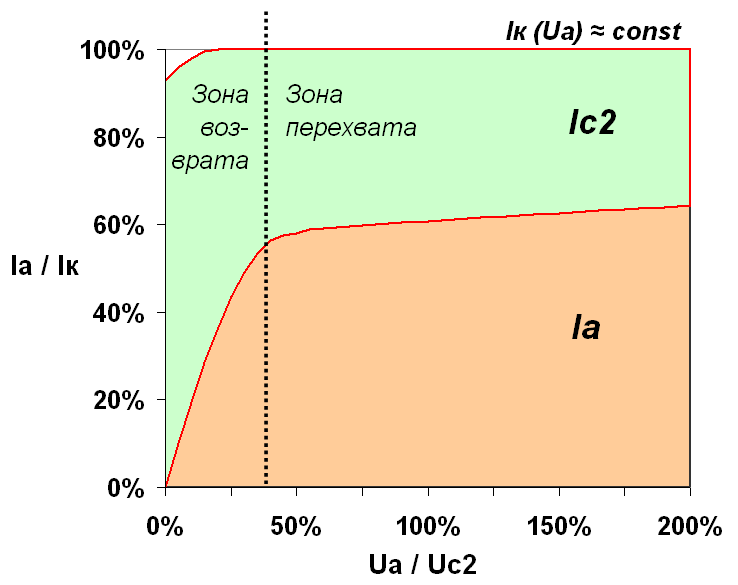
Нормализованное распределение токов в пентоде (вольт-амперная характеристика I_{K} = I_{а} + I_{с2}).

В нормальном рабочем режиме третья сетка пентода соединена с катодом, на первую (управляющую) сетку подаётся постоянное отрицательное напряжение смещения UC1, на вторую (экранирующую) сетку — постоянное положительное напряжение Uc2, равное или меньшее напряжению питания каскада. У электронов, эмитированных катодом (ток катода IK), в этом режиме есть только два пути — с катода на экранирующую сетку (ток экрана Ic2), и с катода на анод (ток анода Ia). Ток катода практически не зависит от анодного напряжения Ua: он определяется только напряжениями на управляющей и экранирующей сетках. Предельно упрощённая формула тока катода сводится к ВАХ эквивалентного диода по закону Чайлда — Ленгмюра:
{\displaystyle I_{K}\approx (U_{c1}+D\ U_{c2})^{3/2},}
где {\displaystyle D} — относительная проницаемость первой сетки (мера эффективности управления по первой сетке).
Реальные пентоды могут иметь более крутую зависимость {\displaystyle I_{K}} от управляющих напряжений (показатель степени более 3/2) и небольшой завал в области особо малых {\displaystyle U_{a}.} Практически бо́льшее влияние имеет распределение тока катода между экраном и анодом (доля катодного тока, достигающая анода) при постоянном {\displaystyle U_{c2}.} График этого распределения имеет два примерно линейных участка разной крутизны, разделённые явно наблюдаемым переломом:

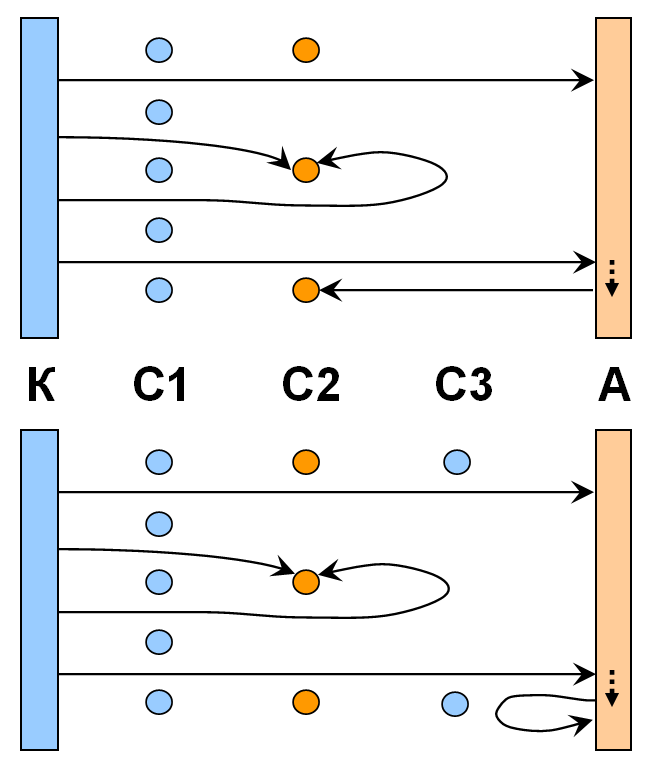
В тетроде (сверху) вторичные электроны, выбитые из анода, притягиваются к экранной сетке, уменьшая ток анода. В пентоде (снизу) они отталкиваются от защитной сетки возвращаются на анод.

- Режим перехвата. При достаточно больших анодных напряжениях (не менее 10…50 % {\displaystyle U_{c2}} в зависимости от типа ламп) часть электронов, эмитированных катодом (обычно эта доля 1/5—1/6 от {\displaystyle I_{K}}[56]), перехватывается экранирующей сеткой «на лету», формируя ток экрана {\displaystyle I_{c2}}[55]. Не перехваченные экранной сеткой электроны продолжают движение к аноду и формируют его ток {\displaystyle I_{a}}[55]. Доля анодного тока в токе катода и коэффициент распределения {\displaystyle I_{a}/I_{c2}} (обычно равный 4…5[57]) медленно растут по мере роста отношения {\displaystyle U_{a}/U_{c2}}[55]. Важно именно соотношение этих двух напряжений, а не их абсолютные значения[55]. Например, в триодном включении➤ пентода, когда экранная сетка электрически соединена с анодом {\displaystyle U_{a}} точно равно {\displaystyle U_{c2},} поэтому соотношение {\displaystyle I_{a}/I_{c2}} постоянно практически во всей рабочей области. При фиксированном {\displaystyle U_{c2}} зависимость {\displaystyle I_{a}} от {\displaystyle U_{a}} близка к линейной, что эквивалентно практически постоянному, и при этом весьма высокому внутреннему сопротивлению. Чем слабее зависимость токораспределения от {\displaystyle U_{a}/U_{c2},} тем выше внутреннее сопротивление. Крутизна управления по первой сетке в режиме перехвата зависит от {\displaystyle U_{a}} очень слабо: её определяют в первую очередь {\displaystyle U_{c1}} и {\displaystyle U_{c2}} (см. формулу для {\displaystyle I_{K}})[58].
- Режим возврата. При снижении анодного напряжения до порога в 10…50 % {\displaystyle U_{c2}} часть электронов, ранее достигавших анода, оказывается не в состоянии преодолеть его тормозящее поле ({\displaystyle U_{a}\ll U_{c2},}) которое отражает их назад на экранирующую сетку. На анодной ВАХ возникает участок с уменьшенным дифференциальным сопротивлением. При дальнейшем снижении {\displaystyle U_{a}} ток анода резко падает, а ток экраной сетки так же резко растёт[59]. В предельном случае, когда {\displaystyle U_{a}} снижается до нуля, весь ток катода передаётся на экранирующую сетку. Нелинейность и нестабильность параметров в режиме возврата недопустимо велики, поэтому рабочая точка пентода выбирается так, чтобы при всех возможных мгновенных значениях Ua лампа оставалась бы в режиме перехвата.

Так же как и в тетроде, бомбардировка анода электронами с энергией более 10…15 эВ порождает вторичную эмиссию с анода. В тетроде в режиме возврата вторичные электроны беспрепятственно движутся к экранирующей сетке, уменьшая ток анода. В тетродах первых выпусков ток анода мог даже менять направление (обратный ток вторичных электронов превосходил прямой ток электронов от катода). В пентоде на пути электронов от анода к экрану имеется препятствие — защитная сетка. Она не способна задержать быстрые первичные электроны проходящие через экранную сетку, но эффективно препятствует обратному току медленных вторичных электронов выбитых с анода. Свойственный тетродам динатронный эффект в пентодах подавлен: с ростом {\displaystyle U_{a}} вольтамперные характеристики пентодов возрастают монотонно.

### Частотные свойства
На низких частотах ({\displaystyle f\ll F_{\text{гр}}}) коэффициент усиления пентодного каскада с активной анодной нагрузкой определяется крутизной лампы {\displaystyle S} и сопротивлением нагрузки {\displaystyle R_{\text{н}}}:
{\displaystyle K=S\ R_{\text{н}}.}
Та же формула применима и к каскаду с реактивной нагрузкой. При сопоставимых величинах сопротивления нагрузки и внутреннего сопротивления пентода {\displaystyle R_{a}} в формулу следует подставлять эквивалентное сопротивление генератора {\displaystyle R_{\text{экв}}=R_{a}R_{\text{н}}/(R_{a}+R_{\text{н}})}
В области верхних частот пентод c активной нагрузкой характеризуется показателем коэффициента широкополосности ({\displaystyle \gamma }) — произведением частоты на коэффициент усиления, достижимый на этой частоте. Коэффициент широкополосности не зависит от активного сопротивления нагрузки, но убывает с ростом её ёмкости {\displaystyle C_{\text{н}}}:
{\displaystyle \gamma =K_{\Delta }f=S/[2\pi (C_{\text{вых}}+C_{\text{вх}}+C_{\text{н}})].}
Коэффициент широкополосности массовых серий пентодов лежит в диапазоне от 50 до 200 МГц. Табличные значения коэффициента указываются либо для идеального случая {\displaystyle C_{\text{н}}=0,} либо для некоторого стандартного {\displaystyle C_{\text{н}}.} Для пальчиковых ламп принимается {\displaystyle C_{\text{н}}} = 5,5 пФ, поэтому справочные значения коэффициента различаются несущественно. Для октальных ламп принимается {\displaystyle C_{\text{н}}} = 10 пФ, поэтому их коэффициент широкополосности под нагрузкой примерно в полтора раза ниже «безнагрузочного» коэффициента.
В пентодных усилительных каскадах без частотной коррекции коэффициент широкополосности должен превосходить верхнюю границу усиливаемых частот в 5…10 раз, в усилителях с частотной коррекцией — в 2,5…4 раза. Эта граница для самых совершенных цокольных пентодов не превышает 200 МГц. Замена активной нагрузки на узкополосный резонансный контур позволяет довести верхнюю рабочую частоту пентодов-желудей (1Ж1Ж) и отдельных пальчиковых ламп (6К1П) до 500 МГц. Дальнейшее повышение рабочей частоты одиночного каскада невозможно из-за неприемлемо высоких шумов пентодов. Рабочую частоту широкополосного каскада можно повысить в несколько раз, распараллелив каскад усиления и нагрузив его аноды на линию бегущей волны. Такой каскад с бегущей волной (иначе, каскад распределённого усиления) на {\displaystyle n} ламп имеет граничную частоту, в {\displaystyle n} раз превосходящую граничную частоту одиночного пентода. (в пределе достижимо значение до 1 ГГц). Число ламп в каскаде на практике ограничивается шестью-восемью. Ламповые каскады бегущей волны дороги, требуют тщательной настройки, и потому со временем были полностью вытеснены твердотельными усилителями СВЧ.

### Вольт-амперные характеристики
|                           |                          |                                         |
| Маломощный пентод (6Ж32П) | Мощный пентод НЧ (6П14П) | Справочно: мощный лучевой тетрод (KT88) |

Анодные вольт-амперные характеристики (ВАХ) маломощных пентодов близки к идеальным: резкий переход из режима возврата в режим перехвата происходит при относительно низких {\displaystyle U_{a};} плоские «полки» ВАХ свидетельствуют о высоком выходном сопротивлении (6Ж32П — 2,5 МОм в номинальном режиме
). Это позволяет строить на пентодах почти совершенные дифференциальные каскады и активные нагрузки (стабильные источники тока). В мощных пентодах выходное сопротивление относительно низкое, а переход в зону перехвата растянут. При малых анодных напряжениях и большом отрицательном смещении управляющей сетки наблюдается «тетродная» нелинейность полки ВАХ.
Качественный анализ ВАХ пентодов показывает, что:
- Выходное сопротивление пентода (в том числе мощного низкочастотного) на практике можно считать бесконечно большим[20].
- Расчётный коэффициент усиления пентода по напряжению весьма велик (до 5000[78]) — настолько, что его точное значение теряет практический смысл и редко нормируется производителем. Усиление каскада на НЧ определяется не этим коэффициентом, а произведением крутизны лампы на сопротивление нагрузки[78].
- Мгновенное значения напряжения на аноде пентода может опускаться до значений, намного меньших, чем в триодном каскаде. Поэтому при равном напряжении питания размах напряжения на выходе пентода может быть больше, чем у триода[79]. (но меньше чем у лучевого тетрода).
- Спектр гармоник пентодного каскада содержит бо́льшую, чем в спектре триодного каскада долю нечётных гармоник, и бо́льшую долю высших гармоник. В спектре гармоник триодного каскада доминирует вторая гармоника, а доля высших гармоник (шестой и выше) пренебрежительно мала[80].

### Нелинейные искажения
Ухо человека менее чувствительно к чётным гармоникам, но весьма чувствительно к призвукам нечётных гармоник, которые преобладают в искажённом спектре пентодного каскада. Усилители мощности НЧ на пентодах могут достигнуть приемлемого уровня слышимых искажений только при весьма низком измеряемом {\displaystyle K_{\text{НИ}},} который достижим только при охвате усилителя глубокой отрицательной обратной связью (ООС). Усилители на триодах, напротив, обеспечивают приемлемое качество звучания без использования общей обратной связи. Лучевые тетроды занимают промежуточное положение: им также необходима ООС, но их спектр искажений ближе к триодному.
В современных ламповых УНЧ начального уровня широко используются пентоды послевоенной разработки EL34 и EL84 (аналог — 6П14П). Однако в качественных музыкальных УНЧ предпочтительны довоенные триоды прямого накала, в гитарных УНЧ — довоенные же лучевые тетроды. Последнее, вероятно, — следствие исторического разделения рынка на «европейские пентоды» и «американские лучевые тетроды». Мнение о лучшей линейности ламп довоенной разработки объясняется тем, что они были оптимизированы под низкие искажения — настолько низкие, насколько позволяла технология. «Усиление было дорого» (Morgan Jones), поэтому лампы и усилители тех лет проектировались так, чтобы дать приемлемый уровень искажений минимальным числом ламп без использования обратной связи. Да и сама теория обратной связи только-только создавалась. Удешевление ламп в 1940-е годы изменило конструкторский подход: с использованием глубокой ООС линейность лампы отошла на второй план. Поэтому, например, классический послевоенный пальчиковый пентод EL84 (6П14П) проигрывает по искажениям довоенному лучевому тетроду 6V6 (аналог — 6П6С), хотя и превосходит его по другим параметрам, в частности, крутизне характеристики, выходной мощности. Лампы локтальной серии 1940-х годов, за исключением триода 7AF7, весьма линейны — они имеют и «довоенную» конструкцию электродов, и все преимущества цельностеклянных ламп.
Пентоды и лучевые тетроды, предназначенные для работы в ключевом режиме, в число которых входят лампы для ЭВМ первого поколения (например, 6Ж22П), лампы для узлов строчной развёртки телевизоров (6П36С), выходные лампы для радиопередатчиков (ГУ-50) имеют высокий уровень нелинейных искажений. При разработке этих ламп ставились иные приоритеты. В цифровой технике линейность не играла никакой роли, в производстве телевизоров линейность развёртки настраивалась на конвейере индивидуально для каждого аппарата, а в радиопередатчиках применяется выходной колебательный контур, подавляющий излучение на гармониках. Несовершенство производства «строчных» ламп ранних серий порождало большой разброс коэффициента нелинейных искажений, поэтому отдельные лампы этих серий могут быть весьма линейными. С ростом культуры производства разброс параметров уменьшился — лампы позднейших «строчных» серий имеют стабильно высокие искажения.

### Требования к согласованию с нагрузкой

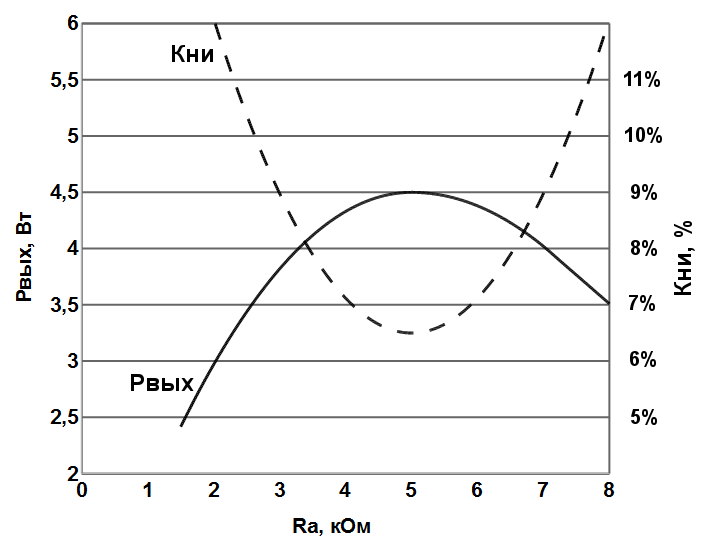
Зависимость выходной мощности и коэффициента нелинейных искажений от сопротивления нагрузки (6П14П, U_{a}=U_{c2}=250 В, U_{c1}=-6 B).

Из-за нелинейности характеристик и высокого выходного сопротивления мощные экранированные лампы чувствительны к выбору сопротивления нагрузки. Оптимальное сопротивление нагрузки, при котором коэффициент нелинейных искажений {\displaystyle K_{\text{ни}}} достигает минимума, должно лежать в диапазоне от 1/10 до 1/8 внутреннего сопротивления пентода. Как правило, тот же уровень соответствует максимальной выходной мощности. При неоптимальном выборе нагрузки максимальная выходная мощность резко падает, а искажения на этой мощности — растут. На малых выходных мощностях {\displaystyle K_{\text{ни}}} также весьма высок: для EL34 в оптимальном однотактном включении он достигает 2 % уже при {\displaystyle P_{\text{вых}}} = 1 Вт, и далее растёт почти линейно до 10 % при {\displaystyle P_{\text{вых. макс.}}} = 8 Вт. В однотактном триодном включении та же EL34 имеет Kни=8 % при Рвых. макс=6 Вт. В двухтактном включении происходит взаимное вычитание чётных гармоник двух плеч схемы, поэтому максимальный {\displaystyle K_{\text{ни}}} падает до 5 %
, — но при этом почти все эти 5 % представляют собой неблагозвучные нечётные гармоники.
В усилителях мощности на экранированных лампах также возможны искажения на краях полосы пропускания, связанные с недостаточностью полосы пропускания выходного трансформатора. Высокое выходное сопротивление не позволяет пентоду или тетроду демпфировать неоднородности АФЧХ нагрузки, поэтому при равной расчётной полосе пропускания «пентодные» трансформаторы должны иметь бо́льшую индуктивность первичной обмотки, чем «триодные», и меньшую индуктивность рассеяния. Как следствие, качественные трансформаторы для экранированных ламп тяжелее и дороже «триодных».

### Шумы пентодов

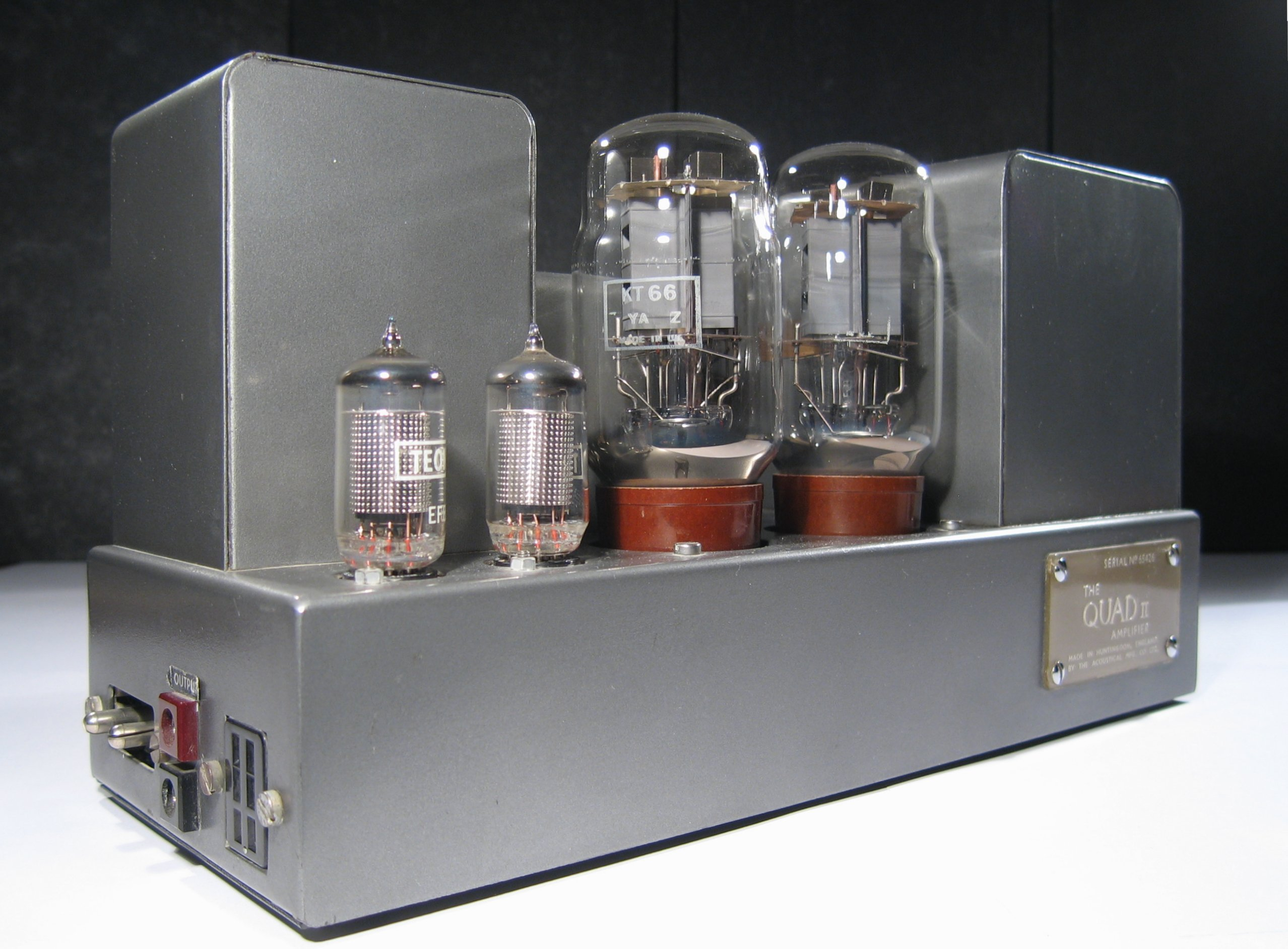
УНЧ Quad II (1958) — пример малошумящей конструкции на экранированных лампах. На переднем плане слева — балансный входной каскад на паре EF86.

Пентоды всех типов имеют более высокий уровень внутриламповых шумов, чем сопоставимые по мощности и крутизне характеристики триоды. В дополнение к «триодным» шумам, всем экранированным лампам свойственны шумы токораспределения (англ. partition noise), превосходящие дробовые шумы в 1.5…5 раз. Все «малошумящие» пентоды являются таковыми только в сравнении с обычными пентодами.
Внутри типа широкополосных пентодов можно выделить круг малошумящих ламп, предназначенных для входных каскадов усилительных схем (6Ж39Г, 6Ж43П). Им свойственны высокая крутизна (до 30 мА/В в номинальном режиме) и стабильное распределения токов между анодом и экранирующей сеткой.
Группа малошумящих низкочастотных пентодов ограничена распространённой лампой EF86 (аналог — 6Ж32П), менее известными E80F, EF804, EF806, 5879 и редкими немецкими лампами «почтового» семейства C3. На низких частотах шум пентода усугубляется шумами мерцания катодного тока и помехами гудения, наводимыми подогревателем в цепь катода. Поэтому для низкочастотных малошумящих ламп главным является качество изготовления катода и подогревателя, механическая жёсткость внутриламповой арматуры и общая культура сборки катодно-сеточного узла. В усилителях малых сигналов минимум шумов достигается при определённом сочетании {\displaystyle U_{c1}} и {\displaystyle U_{c2},} при номинальном или повышенном напряжении накала. В усилителях мощности НЧ важны не собственные шумы ламп, а тщательная проработка конструкции. Например, УНЧ Quad II (первый каскад — пентоды EF86, второй — лучевые тетроды KT66) уступал по отношению сигнал/шум только усилителю Вильямсона с первым каскадом на триоде. Классический Mullard 5-10 с той же EF86, напротив, отличается высоким шумом.

### Требования к фильтрации питания
Сопротивление нагрузки {\displaystyle R_{\text{Н}}} усилительного каскада на пентоде, как правило,
во много раз меньше внутреннего сопротивления лампы {\displaystyle R_{a}} ({\displaystyle R_{H}\ll R_{a}}). {\displaystyle R_{\text{H}}} и {\displaystyle R_{a}} совместно образуют делитель напряжения, через который помеха, приходящая по цепям питания замыкается на землю. В усилителях ВЧ эта помеха не имеет значения — её эффективно блокируют разделительные межкаскадные ёмкости. В усилителях НЧ сетевая помеха свободно проходит через межкаскадные ёмкости или трансформаторы. При ёмкостной связи каскадов на вход следующего каскада передаётся бо́льшая часть напряжения помехи, падающая на нижнее плечо делителя. При трансформаторной связи следующему каскаду передаётся меньшая часть напряжения помехи, падающая на верхнее плечо делителя (на первичную обмотку трансформатора). Поэтому применение трансформаторной связи в усилителях на пентодах смягчает требования к фильтрации помех по цепям питания. В усилительных каскадах на триодах, наоборот, {\displaystyle R_{H}\gg R_{a},} поэтому применение трансформаторной связи ужесточает требования к фильтрации.
Пентоды весьма чувствительны к помехам по экранирующей сетке, поэтому обычно она питается от отдельного RC-фильтра (ещё лучше — от LC-фильтра) с большой постоянной времени. Можно поступить наоборот и подать на экранирующую сетку заданное напряжение сетевой помехи, компенсирующее влияние «обычных» помех. Требуемые для этого сопротивления в цепи экраной сетки подбираются опытным путём. Точный расчёт схемы на практике невозможен, так как производители не нормируют и не документируют характеристики управления от экранирующей сетки. Однажды скомпенсированная таким способом помеха может снова возникнуть по мере старения ламп или при их замене.

## Нестандартные включения пентодов

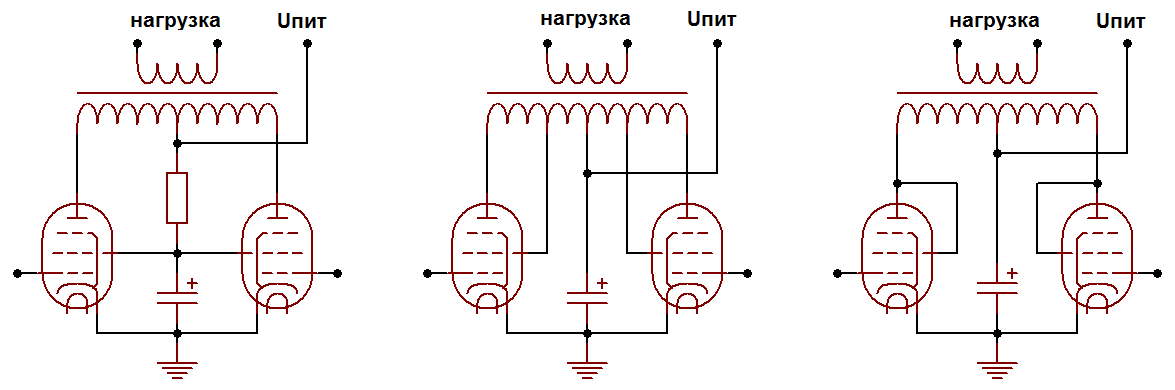
Обычное (пентодное), ультралинейное и триодное включение пентода в двухтактном усилителе мощности.
Цепи питания показаны упрощённо, цепи смещения не показаны.

### Триодное включение
При подключении экранирующей сетки к аноду пентод фактически превращается в двуханодный триод с практически постоянным распределением тока между экраном и анодом. Так как ток экранирующей сетки в триодном включении полностью переходит в нагрузку, крутизна такого «триода» несколько выше, чем крутизна пентода по справочным данным.
Вебер утверждает, что обычный пентод в триодном включении должен сравниваться не с триодом, а с тетродом, так как его антидинатронная сетка остаётся замкнутой на катод. По Weber, говорить о триодном включении можно только тогда, когда с анодом соединяется не только экранирующая, но и антидинатронная сетки. Практически влиянием антидинатронной сетки в триодном включении можно пренебречь. Режим работы пентода в триодном включении полностью эквивалентен обычным триодам, с двумя особенностями:
- К обычным «триодным» ограничениям по напряжениям и токам добавляется ограничение на максимально допустимые {\displaystyle U_{c2}} и {\displaystyle I_{c2}.} Например, для пентода 6П33П (аналог EL36[107]) допустимое анодное напряжение ниже 250 В, но только до 200 В на экранирующей сетке[108]. Однако для большого количества ламп предельное напряжение не экранной сетке обусловлено не электрической прочностью, а иными причинами (чаще всего — подавлением динатронного эффекта, который в триодном включении не проявляется). На это, в частности, указывает Н. Трошкин в своей статье «Триод из подручных материалов»[109].
- В триодном включении не проявляется основной фактор низкочастотного шума пентода — шум токораспределения. Поэтому уровень шума пентода в триодном включении на 6…14 дБ ниже шума той же лампы в пентодном включении[110].

### Ультралинейное включение
В 1951 году Дэвид Хафлер и Харберт Керос предложили подключать экранирующие сетки выходных ламп усилителя НЧ к отводам от первичной обмотки выходного трансформатора. Вольт-амперные характеристики пентода в таком включении представляют нечто среднее между триодом и пентодом. Хафлер и Керос утверждали, что возможно подобрать такую точку отвода, при котором усилитель ещё сохраняет высокий КПД, близкий к тетродному, но его выходное сопротивление уже падает до значений, близких к триодному. Благодаря обратной связи по экранирующей сетке, ультралинейный каскад способен совмещать лучшие свойства как триода, так и экранированной лампы.
Ультралинейное включение наиболее выгодно в в классе B, и применялось в основном в усилителях класса B. В СССР ультралинейная схема использовалась как в двухтактных усилителях классов B и AB (например, в радиолах «Симфония» и магнитофонах «Днепр-11», «Днепр-12»), так и в однотактных усилителях класса А (радиолы «ВЭФ-Радио», «Рига-6», «Ригонды» однотактных серий и др.).
Для удачной реализации ультралинейного УНЧ необходимы качественные, широкополосные выходные трансформаторы с особо низкими индуктивностями рассеяния между всеми обмотками. Например, в схеме Хафлера — Кероса 1951 года использовался трансформатор с полосой пропускания 10 Гц — 100 кГц при неравномерности АЧХ не более ±1 дБ.
Ультралинейный каскад также требователен к фильтрации постоянной составляющей напряжения на экранирующих сетках. В обычном ультралинейном каскаде на экранирующие сетки проходят все пульсации анодного напряжения (в том числе провалы напряжения при скачках выходной мощности). Кроме того, режим питания {\displaystyle U_{c2}=U_{a}} невыгодно ограничивает возможности повышения анодного напряжения. Ван дер Вин предложил подключать экраны не к отводам от первичных (анодных) обмоток, а к изолированным обмоткам, подключённым к отдельному фильтру питания. Данная схема, наряду с классической, нашла широкое применение в отечественной любительской усилительной технике последних лет,,,,.

## Комментарии
1. ↑  В лампах, предназначенных для работы с схемах с общей сеткой или в каскадах преобразования частоты, где катод не соединён по переменному току с общим проводом, третья сетка имеет отдельный вывод и в штатном (паспортном) режиме должна соединяться с общим проводом (например, 6П15П, 6Ж2П).
2. ↑  Обычные пентодные усилители с резистивной нагрузкой и ВЧ-коррекцией работоспособны на частотах до 200 МГц. В диапазоне 100 МГц — 1 ГГц применяются особые усилители с бегущей волной (Цыкин, с. 210).
3. ↑  В разных источниках называются разные значения КПД. Одни авторы включают в знаменатель формулы КПД только мощности, непосредственно рассеиваемые на аноде лампы, другие учитывают мощности, рассеиваемые на экранирующих сетках, мощности накала и т. д. Во всех случаях КПД экранированной лампы выше КПД триода.
4. ↑  Последнее объясняется тем, что у лучевого тетрода существенно меньше потери на ток экранирующей сетки и несколько выше предельный размах анодного напряжения — см. Рейх, с. 97—99. Считается, что расчётный КПД описывает режим максимальной выходной мощности, и не применим к работе в менее напряжённых режимах.
5. ↑  В том же 1913 году тридцатичетырёхлетний Либен умер, и на этом закончилась австрийская ветвь раннего развития радиотехники.
6. ↑  Современная (послевоенная) трактовка вывода из закона Чайлда — Ленгмюира. Вывод формулы — см. Батушев, с. 105; толкование применительно к пентоду — см. Батушев, с. 127.
7. ↑  Отрицательный наклон ВАХ был устранён в лучевом тетроде, который появился только в 1932 году и фактически представлял собой эволюцию пентода, а не тетрода.
8. ↑  Семиштырьковые стеклянные лампы диаметром 19 мм появились ещё в конце 1930-х годов. Семь выводов были достаточны для «упаковки» пентода, но двойные триоды и многоэлементные лампы (гептоды и т. п.) требовали как минимум восьми выводов. Поэтому для массовой замены октальных ламп был выбран именно девятиштырьковый конструктив.
9. ↑  За исключением мощных ламп нового поколения, например, разработанной в 1949 году EL34. Эти лампы были несколько меньше своих предшественников, но всё же слишком велики для миниатюрного цоколя.
10. ↑  Устарелый термин — буквальная калька с англ. remote cutoff pentode — см. Рейх, с. 87-88.
11. ↑  Вывод формулы и обсуждение её применимости к реальным лампам — см. Батушев, с. 131—134.
12. ↑  C3 (цэ-три) — последнее поколение малошумящих пентодов с низкими нелинейными искажениями, разработанное в 1960-х годах AEG (преемником Telefunken) по заказу Deutsche Post. Предназначены для работы в необслуживаемых усилителях дальних телефонных линий. Подробно см.:
Jac van de Walle. Information about C3g, C3m, C3o (англ.). JAC Music (30 июня 2011). Дата обращения: 23 февраля 2012. Архивировано 25 июня 2012 года.
13. ↑  И наоборот, крутизна пентода несколько ниже, чем крутизна настоящего триода, имеющего идентичный катодно-сеточный узел. Унификация катодно-сеточных узлов и анодов внутри одной серии (одного поколения) ламп разных типов была весьма распространена — ср. арматуру триода 6С3П и пентода 6Ж9П.
14. ↑  Хафлер и Керос использовали лучевые тетроды 6L6.
15. ↑  Максимально допустимое напряжение на экранирующей сетке, как правило, ниже, чем максимально допустимое напряжение анода.

### на русском языке
- Батушев, В. А. Электронные приборы. — М.: Высшая школа, 1969. — 608 с. — 90,000 экз.
- Гинкин, Г. Г. Справочник по радиотехнике. — 4-е изд. — Л.: Госэнергоиздат, 1948. — 816 с. — 100,000 экз.
- Иориш, А. Е., Кацман, Я. А., Птицын, С. В. Основы технологии производства электровакуумных приборов. — М. - Л.: Госэнергоиздат, 1961. — 516 с. — 14,000 экз.
- Кацнельсон, Б. В., Ларионов, А. С. Отечественные приёмно-усилительные лампы и их зарубежные аналоги. — М.: Энергия, 1968. — 544 с. — 60,000 экз.
- Рейх, Г. Дж. Теория и применение электронных приборов. — Л.: Госэнергоиздат, 1948. — 940 с. — 7,000 экз.
  - перевод с Reich, Herbert J. Theory and applications of electron tubes. — 2-nd ed. — McGraw-Hill Book Company, inc, 1944. — 716 с.
- Цыкин, Г. С. Электронные усилители. — 2-е изд. — М.: Связьиздат, 1963. — 512 с. — 21,000 экз.

### на английском языке
- De Vries, Marc; Boersma, Kees. 80 years of research at the Philips Natuurkundig Laboratorium (1914-1994): the role of the Nat.Lab. at Philips. — Amsterdam University Press, 2005. — 325 p. — ISBN 9789085550518.
- Hood, J. L. Valve and Transistor Audio Amplifiers. — Oxford: Newnes / Elsevier, 2006. — 250 p. — ISBN 9780080520414.
- Jones, Morgan. Valve Amplifiers. — 4th ed. — Oxford: Newnes / Elsevier, 2011. — 700 p. — ISBN 9780080966410.
- Sōgo Okamura. History of electron tubes. — Tokyo: Ohmsha Ltd. / IOS Press, 1994. — 233 p. — ISBN 9789051991451.
- Weber, Gerald. A Desktop Reference of Hip Vintage Guitar Amps. — Kempner, Texas: Kendrick Books / Hal Leonard Corporation, 1994. — 512 p. — ISBN 9780964106000.